# 사천 가산리 석장승
사천 가산리 석장승(泗川 駕山里 石長栍)은 대한민국 경상남도 사천시 축동면 가산리 마을의 여러 곳에 놓여 있는 세 쌍의 돌장승이다.
1974년 12월 24일 경상남도의 민속문화재 제3호 가산리 석장승으로 지정되었다가, 2018년 12월 20일 현재의 명칭으로 변경되었다.

## 개요
가산리 마을의 여러 곳에 놓여 있는 세 쌍의 돌장승이다. 마을 뒤쪽의 높은 언덕 위에 자리한 남상(男像) 2기, 맞은 편 밭가에 자리한 여상(女像) 2기가 상신장(上神將)이고, 벅수골이라는 마을의 당산 나무 아래 있는 남상 2기가 하신장(下神將)이다. 원래는 네 쌍이 건립되었지만 이 중 하신장의 여상 한 쌍이 도난당하여, 1980년 같은 자리에 새로 만들어 세웠는데 이는 민속자료 지정에서 제외되었다.
6기의 장승 중 남장승은 묘 앞에 세우는 문인석과 비슷한 모습으로 앳된 얼굴이다. 관모를 쓰고 앞에서 모아 쥔 손에는 홀(笏)-임금을 뵐 때 신하가 조복에 갖추어 손에 쥐던 것-을 쥔 채 관원이 입은 조복을 입고 있다. 얼굴은 갸름하고 눈꼬리가 약간 치켜올라 갔으며 코는 길쭉한 삼각형이다. 입은 꽉 다물고 있어 엄격한 인상을 준다. 여장승은 머리에 2개의 상투를 튼 모습으로, 긴 장옷을 입고 모아 쥔 두 손에 홀을 들고 있다. 얼굴은 둥글고 눈은 돌출되었다.
이 마을에는 나라에 세금으로 바치던 물건을 임시 보관하던 창고<조창(漕倉)>가 있어, 인근 7개 군현의 공물을 모두 이곳에 모았다가 바닷길을 통해 한양으로 올려 보낸다고 한다. 이 때 무사히 도착하기를 기원하는 제사를 지내면서, 장승 앞에서도 재물을 차려놓고 고사를 지냈다고 전하는데 이로 미루어 이 장승들은 조창을 수호하는 역할과 함께 해운의 무사를 기원하는 대상물이 되었던 것으로 보인다.
조선시대에 건립된 것으로 추정되는 이 장승은 조창이 폐지된 후에도 마을을 수호하고 역병을 퇴치하는 민간 장승으로서 역할을 해왔다. 국가적인 기원의 대상이 민간 차원의 신앙대상물로 변모하는 과정을 볼 수 있다는 점에서 커다란 의의를 지닌다.

## 참고 자료
- 가산리석장승 - 국가유산청 국가유산포털